# 丁迪古爾縣

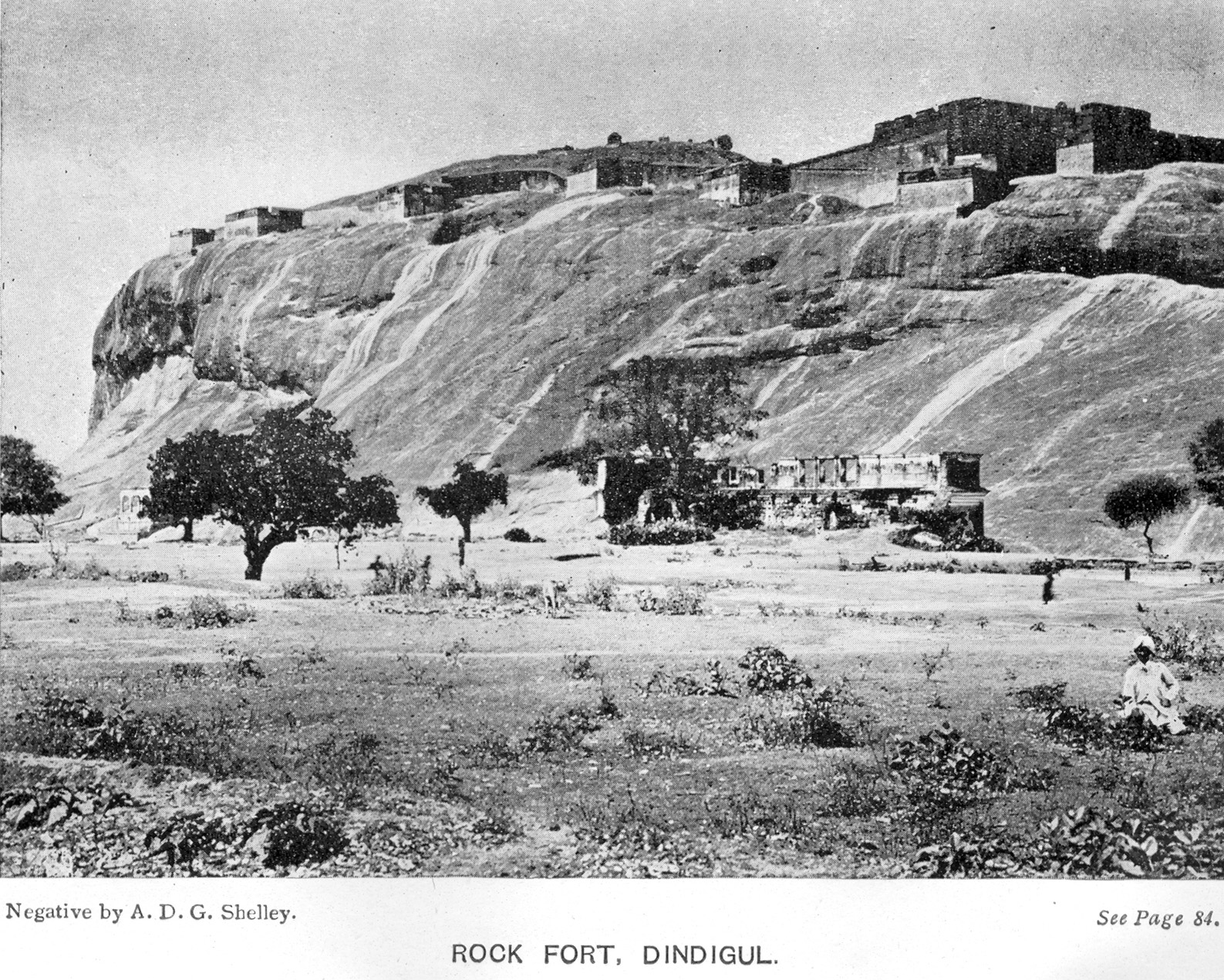

丁迪古爾縣是印度的一個縣，位於該國南部，由泰米爾納德邦負責管轄，面積6,054平方公里，識字率為76.85%，2011年人口2,161,367，人口密度每平方公里357人。